# アコボ州
アコボ州（アコボしゅう、英語: Akobo State）は南スーダン東部の州。上ナイル地方に位置する。州都はアコボ。2017年1月14日に成立。かつてはビエー州（旧称東部ビエー州）に所属するアコボ郡であった。しかし、3年後となる2020年に廃止された。
アコボ郡の面積は9,056.67km2、人口は約19万人（2017年推定）。

## 下位区分
前身ともなったアコボ郡のみで構成される。
- アコボ郡（英語版）